# Виту
Виту, или Витуленд (англ., нем. Witu или Wituland, также Suaheliland) — восточно-африканский султанат на побережье Кении; с 1885 по 1890 год находился под протекторатом Германской империи и сыграл важную роль в британско-германском разделе африканских владений.

## История
Виту занимал территорию площадью приблизительно 3 тыс. км² к северу от устья реки Тана в современной Кении. Султанат был основан в 1858 году Ахмадом ибн Фумо Бакари, который прежде был владельцем острова Пате, в 1856 году завоеванного султаном Занзибара. Виту постоянно находился под угрозой занзибарского вторжения, частично из-за того, что принимал беглых рабов, которые убегали от занзибарских работорговцев.
Ещё в 1867 году, задолго до так называемой «погони за Африкой» и до объединения Германии, султан Виту встретился с немецким исследователем Африки Рихардом Бреннером. Султан попросил Бреннера передать прусскому королю желание султана получить от Пруссии помощь и защиту от занзибарских нападений. Пруссия в то время вообще не была заинтересована в африканских владениях, она была сосредоточена на объединении Германии (осуществилось в 1871 году); потому на просьбу, доставленную Бреннером в Берлин, не обратили внимания.
В 1879 году в Виту прибыли два других немецких путешественника, братья Клемент и Густав Дернхарты. 8 апреля 1885 года они подписали с султаном Виту соглашение, согласно которому султанат уступал 25 км² территории, со всеми суверенными правами на неё, компании Тана, основателями которой были братья. Кроме того султан согласился «поставить остальной султанат под защиту и охрану Германской империи». С настоящим договором братья Дернхарты обратились к немецкому правительству с просьбой защитить их интересы.
Официально немецкий протекторат был провозглашен 27 мая 1885 года. В Виту был размещен небольшой военный гарнизон для демонстрации суверенитета и защиты от занзибарских нападений. Клеменс Дернхарт был назначен министром внутренних и внешних дел султаната. Немецкое правление было относительно мягким, и территория продолжала оставаться убежищем для беглых рабов.
В 1890 году согласно британско-германскому Занзибарскому договору Германия отказалась от протектората над султанатом Виту и от претензий на территории к северу от него (к устью реки Джубба в современном Сомали) в интересах Великобритании. Среди жителей Виту отказ Германии исполнять обязанности защитника султаната вызвал большое возмущение и привел к открытому бунту, во время которого было убито несколько немцев, а братья Дернхарты чудом спаслись от разъяренной толпы. Новые обладатели страны — британцы — выслали к Виту карательную экспедицию, которая жестоко подавила восстание и разрушила столицу султаната. Султан Ахмад был арестован и вскоре умер в заключении, а султанат был включен в состав Британской Восточной Африки. В 1905 году надзор за Виту был переведен из Министерства иностранных дел в Министерство по делам колоний, и Виту управлялся как часть округа Тана Британской Кении.